# Egon Rusina
Egon Moroder Rusina (Bressanone, 15 luglio 1949) è un pittore e illustratore italiano.

## Biografia
Figlio dell'attivista Alex Moroder di origine ladina, si formò alla scuola d'arte di Ortisei e in seguito, nel 1967-68, al Magistero d'arte di Firenze.

## Opere
Pratica assiduamente l'incisione; uno dei suoi lavori più rappresentativi è il ciclo Fem engine (1971-72), composto da xilografie in cui rappresenta figure umane ibridate con componenti meccaniche, a creare un effetto visionario di contrapposizione fra la sensualità delle donne e la freddezza delle macchine.

### Opere di tema erotico

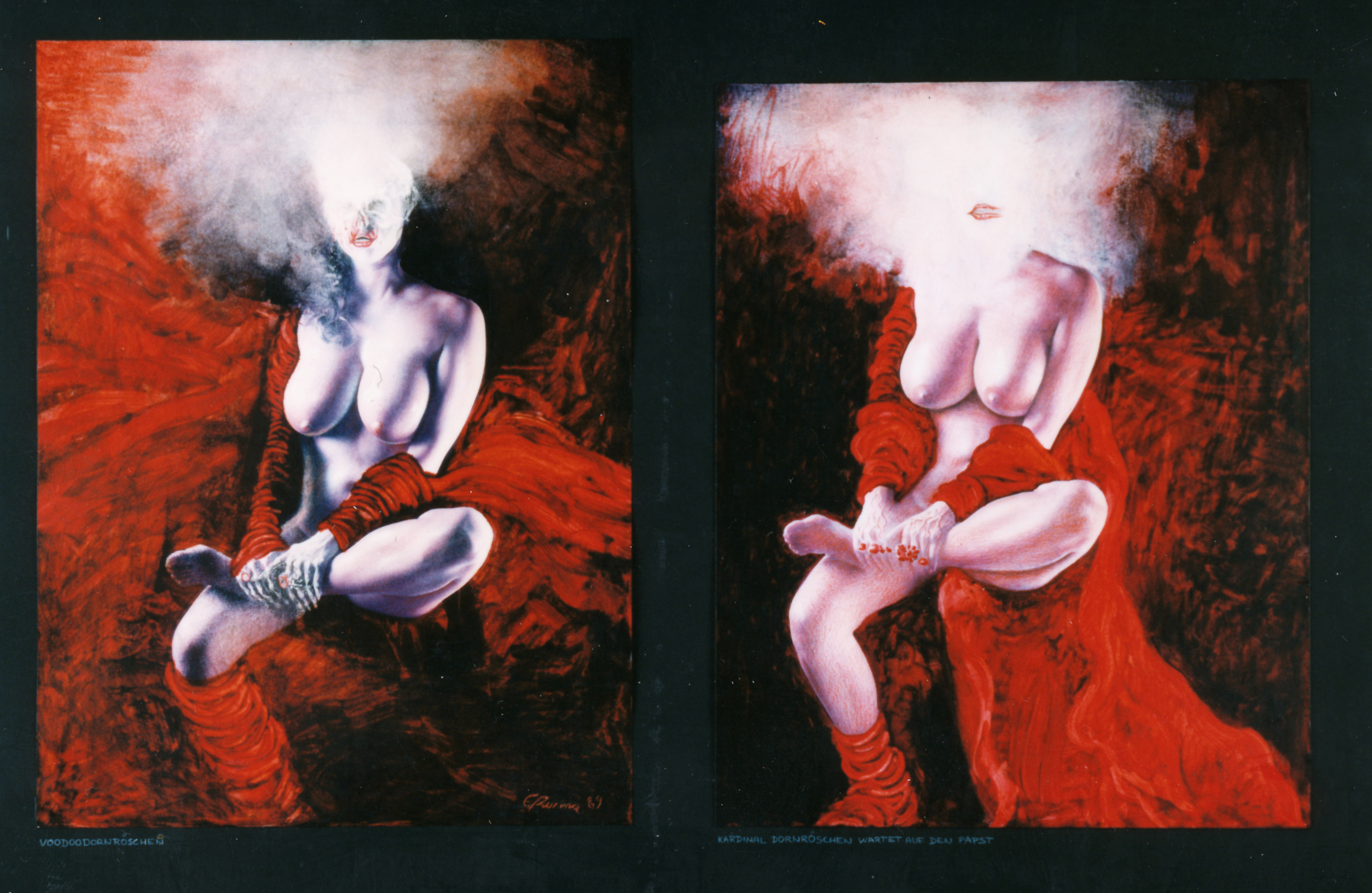
Dal ciclo La bella addormentata

Creò La Bella Addormentata, un ciclo di pitture erotiche. Nello stesso tempo compose il ciclo Fortuna, ispirato ad Albrecht Dürer. Nel 1993 venne inaugurata dalla scrittrice Inga Hosp, nel Museo Comunale di Chiusa, una parte del ciclo erotico La Bella Addormentata.

### Opere satiriche

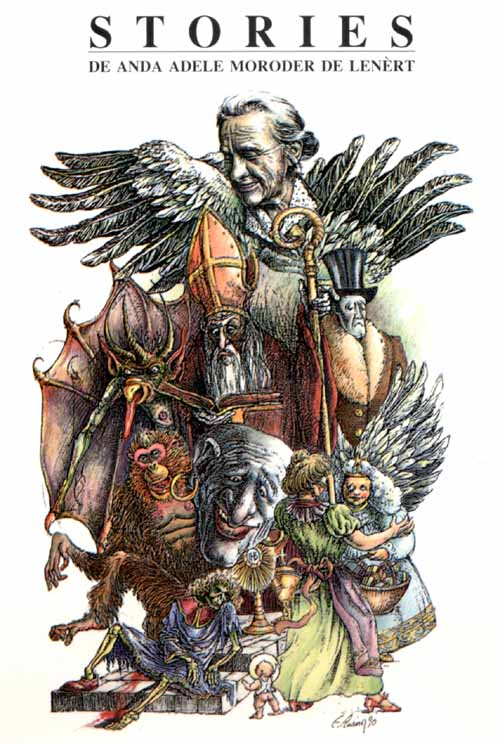
Copertina per il libro di racconti di Adele Moroder

Dal 1980 al 1990 Rusina eseguì performance e caricature a sfondo sociale e politico.
Iniziò un'attività per i giornali Alto Adige, Usc di Ladins, FF Illustrierte, Skolast, Südtiroler Arbeiterzeitung, Alternative, Sturzflüge, Distel, Neue Südtiroler Tageszeitung e Il Mattino. Nel 1981 fondò il mensile satirico gardenese L Brunsin. In una mostra collettiva nel 1983 nel castello di Presule a Fiè allo Sciliar, venne distrutta una sua installazione sul tema della caccia alle streghe. Come caricaturista lavorò assiduamente col nuovo giornale di Bolzano Il Mattino dell'Alto Adige. Lavorò come cartoonista al settimanale di lingua tedesca Südtirol Profil nel 1993.

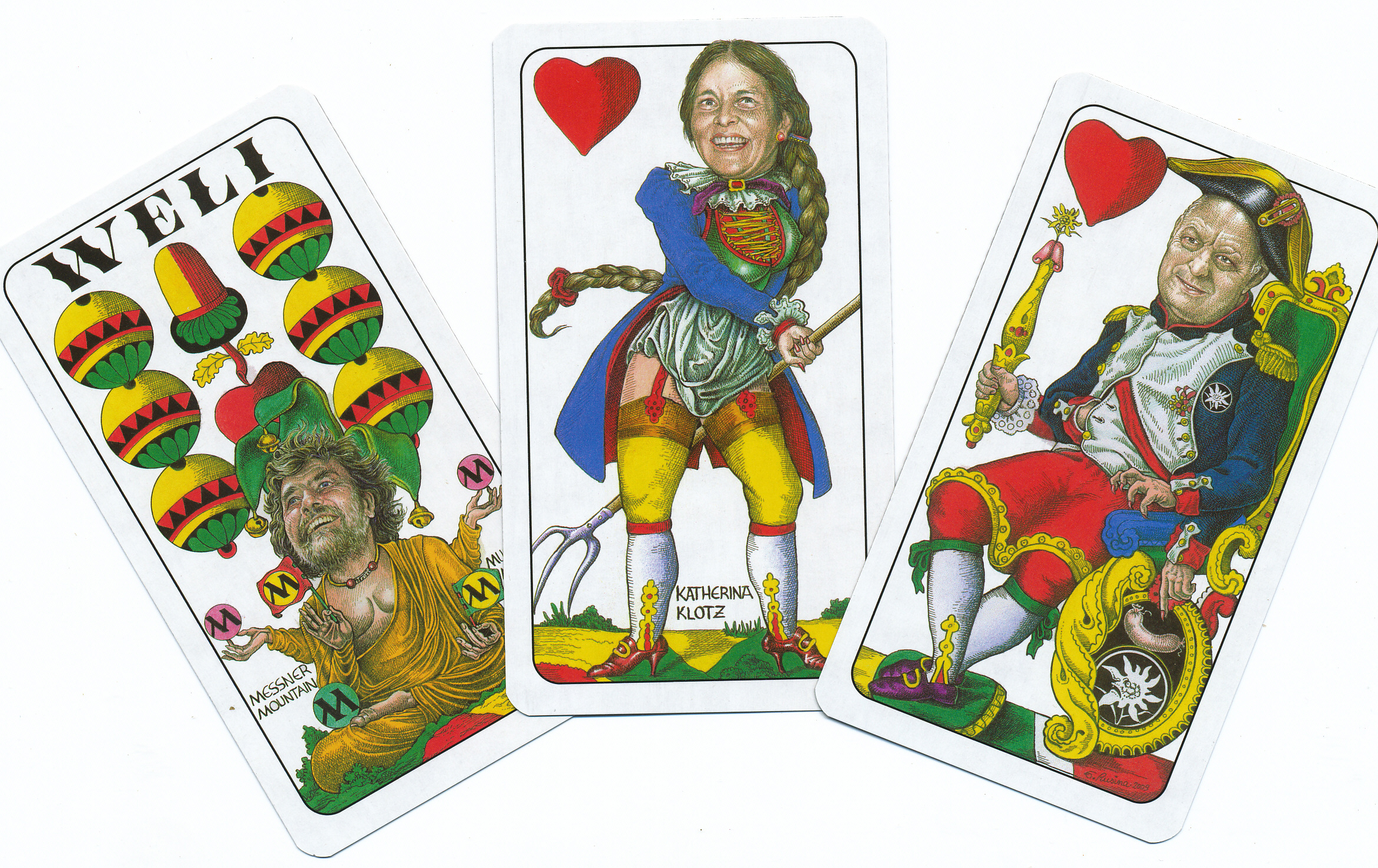
Le carte da gioco satiriche create da Rusina

Pubblicò un'edizione satirica delle tradizionali carte da gioco da Watten tirolesi, dove rappresentava i personaggi dell'ambiente politico, sportivo e culturale dell'Alto Adige. Nel 1997 il settimanale FF pubblicò il libretto Viecherei (ovvero bestialità), raccolta di caricature, pubblicate dal 1991-1997 in vari giornali e settimanali dell'Alto Adige. Nel 2002, nella nuova edizione di carte da gioco tirolesi, le figure tradizionali erano sostituite da conosciute donne dell'Alto Adige. Nel castello Trostburg a Ponte Gardena espose il tema Donna con caricature, satire e con le carte da gioco. 
Una terza versione di carte da gioco tirolesi uscì nel novembre 2009 con caricature di politici e personaggi prevalentemente sudtirolesi.

### Opere di soggetto montano
Nel 2002 nel Circolo di Ortisei espose il tema figurativo Il monte Seceda.
Partecipò nel 2002 alla collettiva "Bella vista". Visioni della montagna da Segantini a Weinberger, tenuta a Merano.

## Pubblicazioni
- Schenk Markus Mec e Egon Moroder Rusina. Caricatures de Mec y Egon Rusina. Edizions L Brunsin. Ortisei 1986. (Illustrazioni)
- Egon Moroder-Rusina. Libertà d'espressione vigilata e condizionata nella creatvità delle arti visive ladina. Da Atti del convegno europeo Innovazione nella tradizione, a cura di Nereo Perini, Udine 1991.
- (DE)  Kunstschaffen in Ladinien, in Sturzflüge die kulturzeitschrift, anno 12 N. 40/41. Südtiroler Autorenverieinigung e Südtiroler Kulturzentrum 1994. (Illustrazioni).
- (DE)  Viecherei. Eine Sammlung von Cartoons und Karikaturen. Egon Moroder Rusina. Südtiroler Wochenzeitschrift „FF“, Bolzano, 1997. (Illustrazioni)

## Filmografia
- (DE)  Traudi Messini, Purismus – der Maler Egon Rusina. durata: 20 minuti. RAI TV Bolzano 2000.
- (DE)  Hans-Dieter Hartl, Helmuth Lechthaler: Rund um die Sella. Televisione bavarese 2008.
- (DE)  Karl Prossliner, Egon Rusina - Die Ahnung vom unendlich leeren Raum. 22. Filmfestival internationale Graz, 17 minuti[4].
- Elia Romanelli, Len. Pensieri e storie di tre artisti gardenesi, Studio Liz, Provincia Autonoma di Bolzano, Rai Bolzano.[senza fonte]  50 minuti. Classificato come migliore film d'arte all'"Asolo Film Festival".[5]